# ホーソン工場

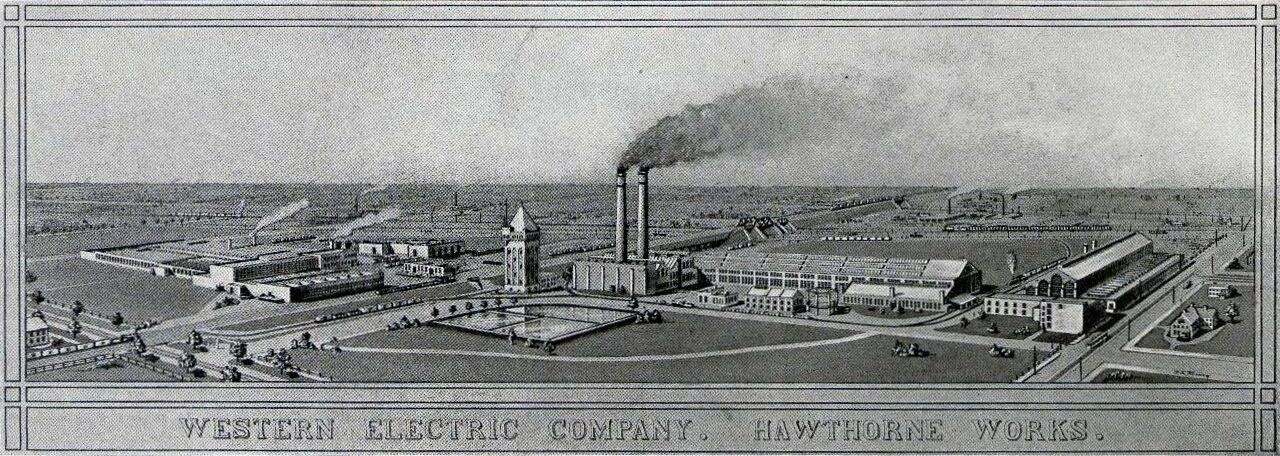
1907年頃のホーソン工場の鳥瞰図。

ホーソン工場（ホーソンこうじょう、英語: Hawthorne Works）は、かつてアメリカ合衆国イリノイ州シセロにあった、ウェスタン・エレクトリック社の大規模な工場複合体。ホーソンという名称は、立地する街の旧称による。1905年に開設され、1983年まで操業を続けていた。最盛期には、45,000人の従業員が働いており、大量の電話関係の機器をはじめ、広く様々な家庭用電気機械器具を生産していた。
この工場は、1920年代にここで行われた生産経営に関する研究（ホーソン実験）によって広く知られており、ホーソン効果という名称もこの工場名に由来している。

## 歴史
ホーソン工場の建設は、20世紀初頭に始まり、1905年に操業が始まった。ホーソン工場の名称は、もともとこの地にあった小さな町ホーソン (Hawthorne) から名付けられたが、町はその後シセロという名で法人化された。工場は数棟の建物から構成されており、工場内で製品を移動させ、また近傍のバーリントン・ノーザン鉄道の貨物駅へ輸送する構内鉄道の施設も設けられていた。開設から最初の10年ほどの間に、工場は大きく拡張されていった。

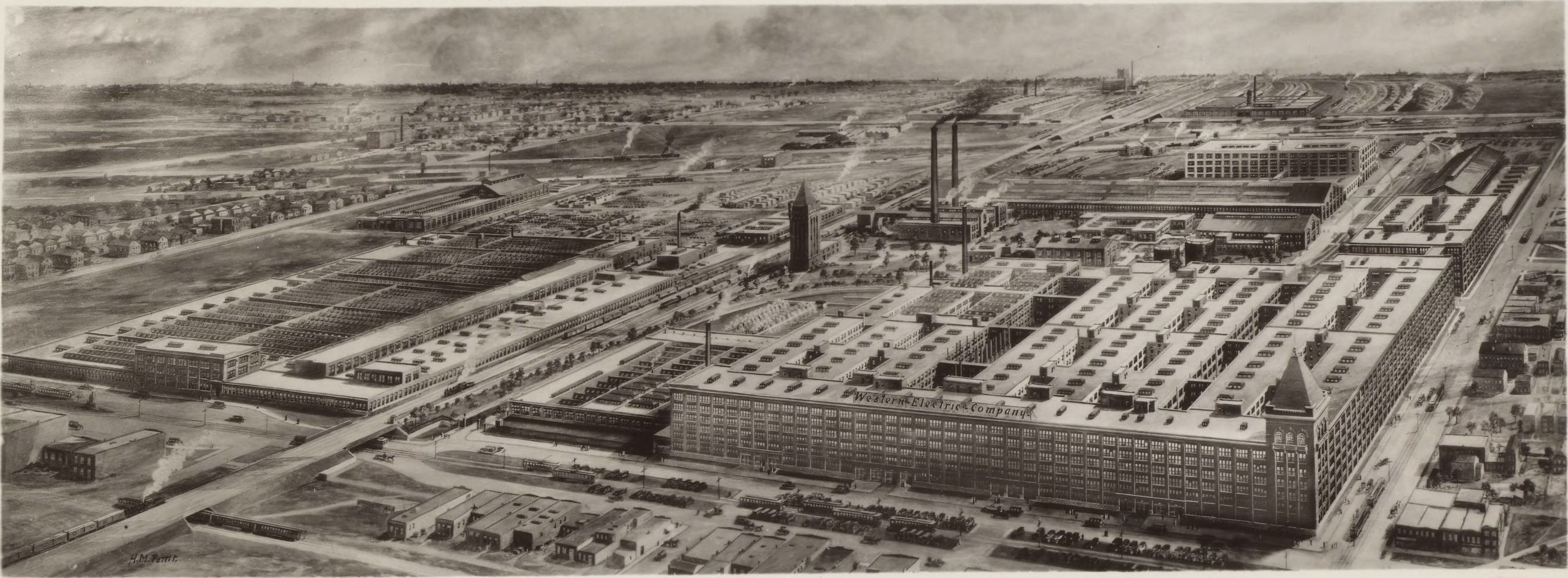
1925年頃のホーソン工場の空撮写真。上記の図とほぼ同じアングルから捉えられている。

ホーソン工場は、大量の電話関係の機器を生産していた。さらに、ウェスタン・エレクトリックは、冷蔵庫や扇風機をはじめ、幅広く様々な家庭用電気機械器具類を製造していた。最盛期には、45,000人の従業員が工場で働いていた。労働者たちは工場内での移動に自転車を使うのが常だった。
ホーソン工場は、1983年まで操業を続けたが、AT&Tの会社分割、ベルシステムの解体の結果、工場も閉鎖に至った。1980年代半ばに、ドナルド・L・シューメイカー (Donald L. Shoemaker) が跡地を購入し、ショッピングセンターとして再開発した。もともと工場時代に存在した塔のひとつは、22丁目 (22nd Street) とシセロ・アベニュー (Cicero Ave) の交差点に残されている。
アメリカ合衆国の製造業における重要性を踏まえ、ホーソン工場は、有名な生産経営に関する研究の実験の場となった。ホーソン効果は、この工場の名称に由来する命名である。北アメリカにおける品質管理の先駆者であった ジョセフ・M・ジュランは、ホーソン工場について、「品質革命の苗床 (the seed bed of the Quality Revolution)」だったと述べた。品質管理の専門家として名高いウォルター・A・シューハートやW・エドワーズ・デミングも、その経歴の中でホーソン工場に関わりをもった時期があった。
マルクス主義の理論家であるポール・マティックは、1928年ないし1929年から、1932年まで、この工場で機械工として働いていた:63。

## ホーソン工場博物館

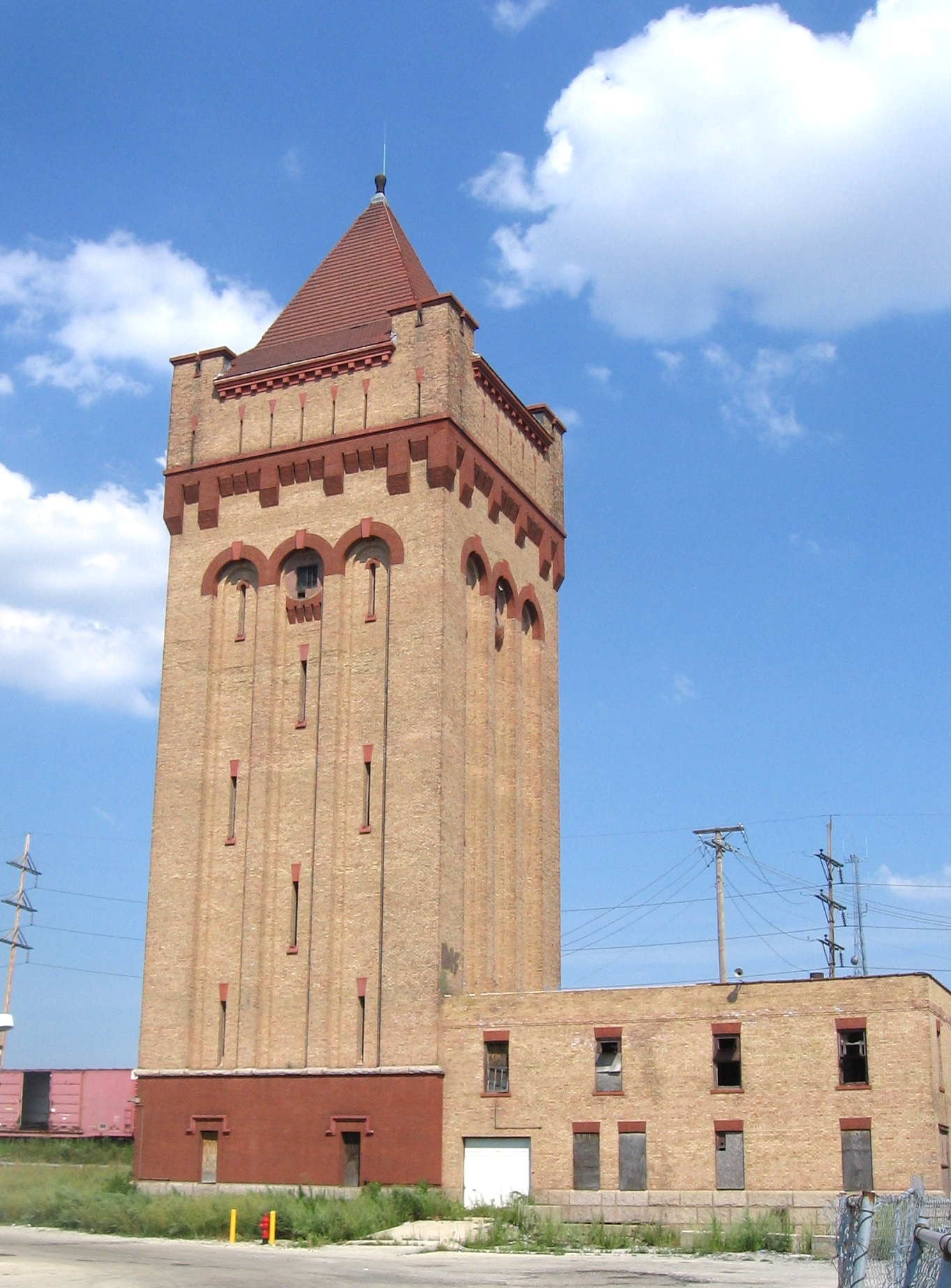
最後まで残されたホーソン工場の施設。この塔は、上の鳥瞰図や空撮写真で中央やや左側に見えているものである。

シセロのコミュニティ・カレッジであるモートン・カレッジが運営するホーソン工場博物館 (Hawthorne Works Museum) は、ホーソン工場の施設、その製品、従業員などの物語を伝える施設である。展示されている内容は、電話や通信機器、電子機器などウェスタン・エレクトリック社の製品や、ベル研究所の発明品、この地域の移民労働者や地域の歴史などである。